# Oleg le Sage
Pour les articles homonymes, voir Le Sage.
Oleg (en slave : Олег et en vieux norrois : Helgi), dit Oleg le Sage (en ukrainien : Олег Віщий et en russe : Олег Вещий), est un varègue prince de Kiev de la Rus' de Kiev (né à une date inconnue avant 879 et mort en 912), qui régna de 882 à 912.
Il est considéré comme le fondateur de la Rus' de Kiev, qui est l'État ancestral de la Russie, de l'Ukraine et de la Biélorussie actuelles. Son successeur est Igor de Kiev.

## Biographie

### Le prince de Kiev

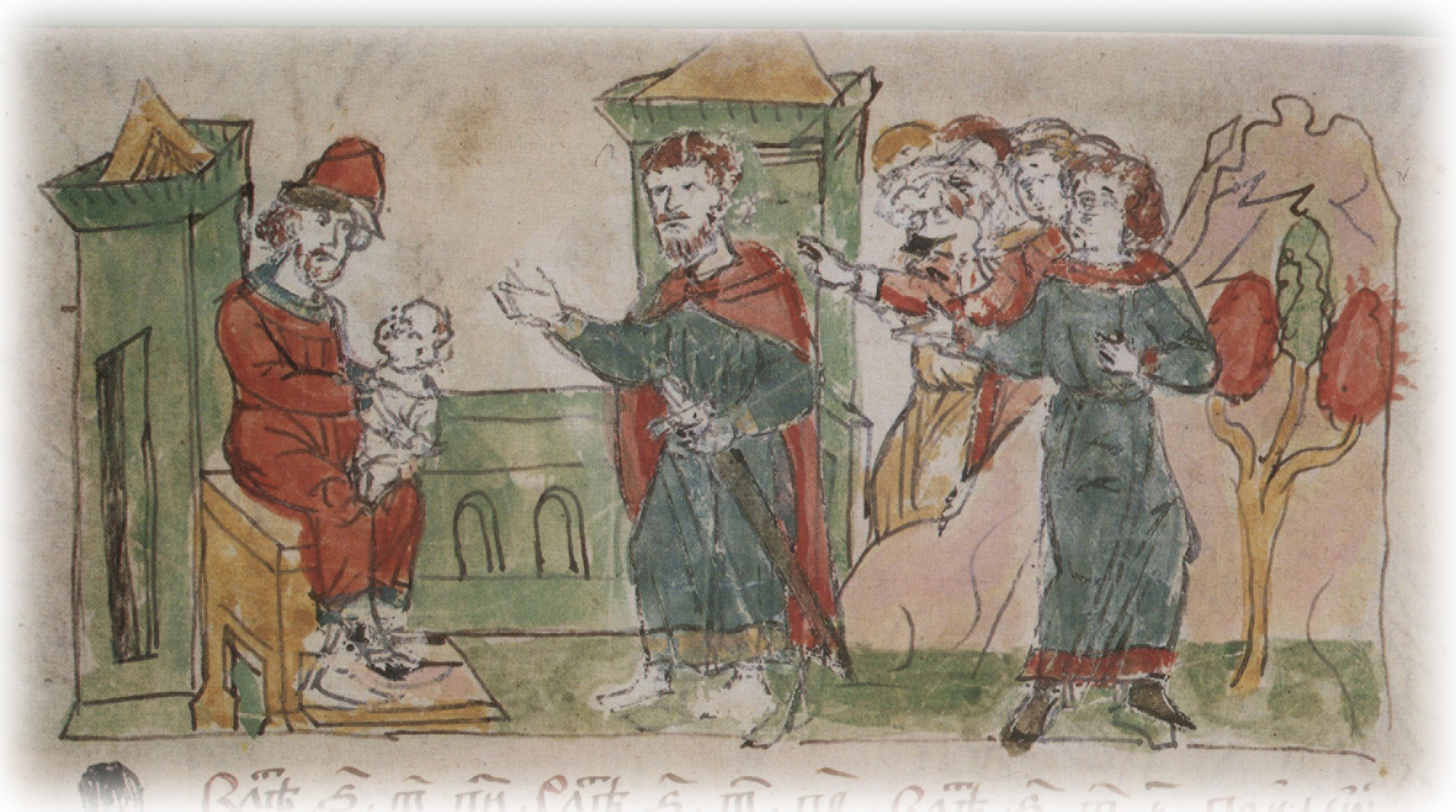
Riourik avec Igor et Oleg, Chronique des Radziwiłł.

En 882, Oleg commence une campagne en descendant le Dniepr. Il s'empare de Smolensk puis il atteint Kiev. Par ruse, il attire Askold et Dir, les seigneurs de la cité, à l'extérieur de celle-ci où il les tue et confisque la cité en prétextant qu'ils ne sont pas d'extraction princière. Il présente Igor de Kiev, jeune homme qu'il a pris sous sa protection, comme tant que fils de Riourik. Oleg est la première figure dirigeante attestée du Rus' de Kiev. Son nom et ses actions sont signalés dans les archives byzantines.

### L'attaque de Byzance
En 907, Oleg décide de « marcher contre les Grecs ». Il réunit une grande troupe, des douzaines de tribus et des guerriers varègues se joignent à l'expédition : « 2 000 bateaux contenant chacun quarante hommes ». Bien que les chiffres soient sans doute exagérés, l'expédition est couronnée de succès. La Chronique des temps passés décrit ainsi la campagne : « ... Il tua nombre de Grecs aux approches de la ville, détruisit quantité de palais, incendia des églises. Quant aux captifs, les uns étaient passés par le fil de l'épée, d'autres torturés, certains tués par le feu ou jetés à la mer. Les Rus' firent subir bien d'autres maux aux Grecs, ainsi qu'il est coutume avec les ennemis... » Une paix est conclue en 911. Les Byzantins accordent le droit de commercer librement aux Rus' dans leur capitale. Ils obtiennent un comptoir dans les faubourgs de la cité. D'autres clauses sur les échanges de prisonniers de guerre et divers aspects de jurisprudence sont également conclus. Malgré l'absence de source byzantine sur le récit de cette guerre, des sources arabes viennent confirmer la Chronique des temps passés de Nestor de Kiev.

## Le véritable fondateur de la Rous' kiévienne

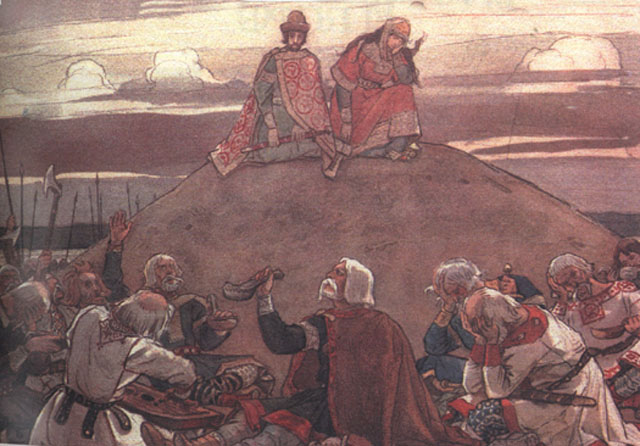
Les funérailles d'Oleg, Viktor Vasnetsov

Oleg est la première figure historique attestée sur le trône de Kiev, bien que certains de ses actes gardent une note tout aussi « semi-légendaire », comme ceux de ses prédécesseurs Askold et Dir.
Oleg est considéré comme le premier souverain à avoir fait de la Terra de Rus' (Ruthénie) un État. Oleg a consolidé son pouvoir sur cet État et a assuré le contrôle de Kiev sur d'importantes routes commerciales.
Sous le règne d'Oleg, la Rous' prend impulsion sur le commerce, qui prend racine de Novgorod vers Kiev. Cette politique guerrière permet d'obtenir des terres tout en protégeant les flancs de Kiev contre les peuples voisins et rivaux.
En signant, en 911, un premier traité de paix avec un État civilisé, reconnu et puissant, la Rous' apparaît sur les cartes des États. Ce traité confirme également la puissance du commerce varègue, qui repousse les limites des axes de son commerce, et désormais le trône de Byzance devra tenir compte du prince de Kiev dans sa politique étrangère. La naissance de la Rous' rappelle celle des États normands, édification étatique par une caste guerrière et commerçante, qui s'inscrit dans la grande dynamique de l'empreinte des Vikings en Europe. Les activités des premiers princes kyéviens peuvent être considérées comme relevant davantage du commerce et de la guerre que de l'État, mais ces premiers succès sur le champ de bataille et l'ouverture de routes commerciales allaient assurer la prospérité de Kiev et l'organisation de l'État par les Slaves kyéviens en une civilisation développée à l'égal d'autres États de l'époque.
Il est enterré selon les versions sur la Volkhov près de Staraïa Ladoga ou à Kiev, sur la colline de Chtchekavitsa:

« Et ils l'enterrèrent sur la montagne, que l'on appelle Chtchekavitsa. Sa tombe y est conservée jusqu'à nos jours. On l'appelle la tombe d'Oleg »

— Chronique des temps passés, année 912
.

## Galeries

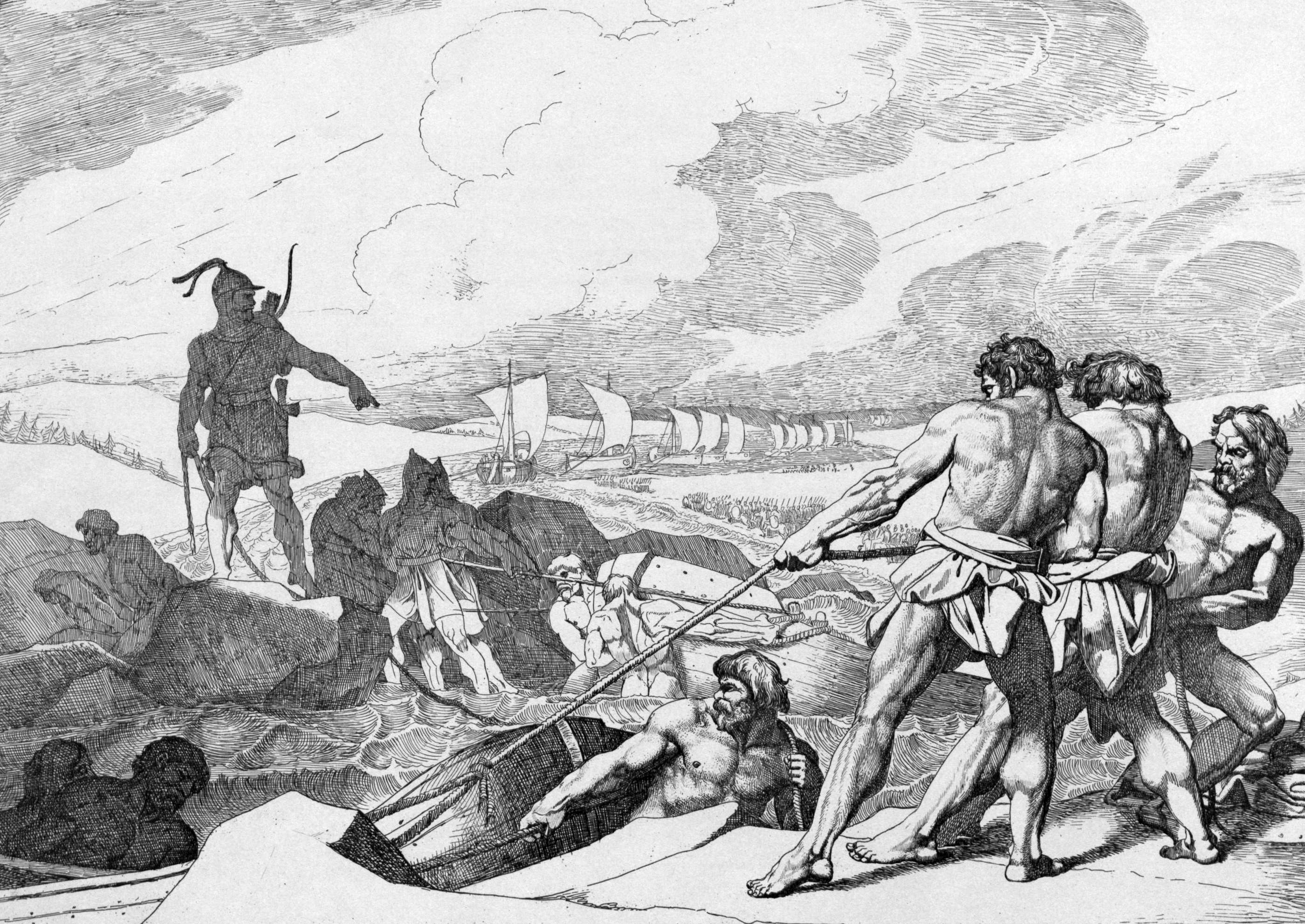
Oleg le Sage à Constantinople (gravure de 1839)
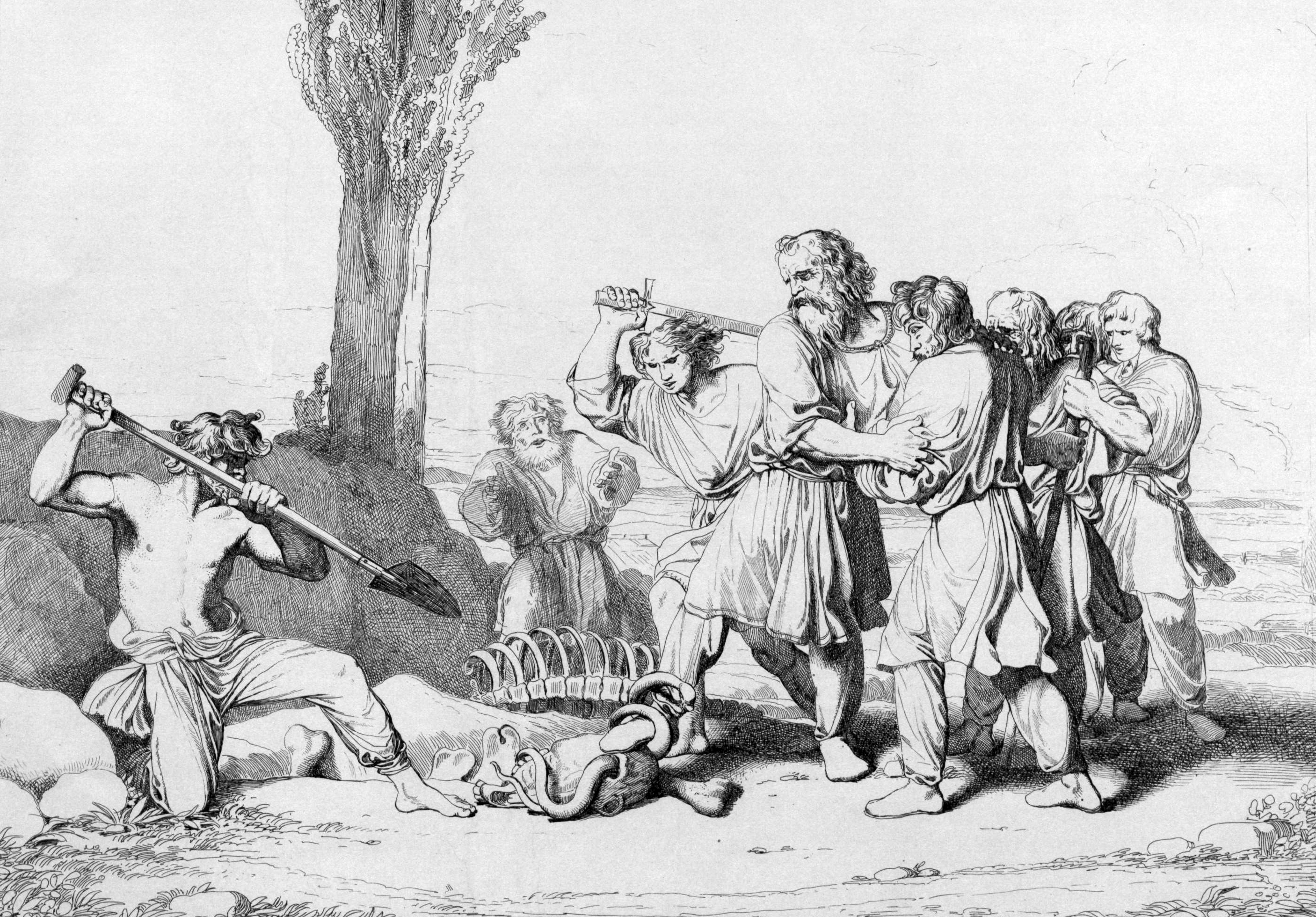
La mort d'Oleg le Sage (gravure de 1839)
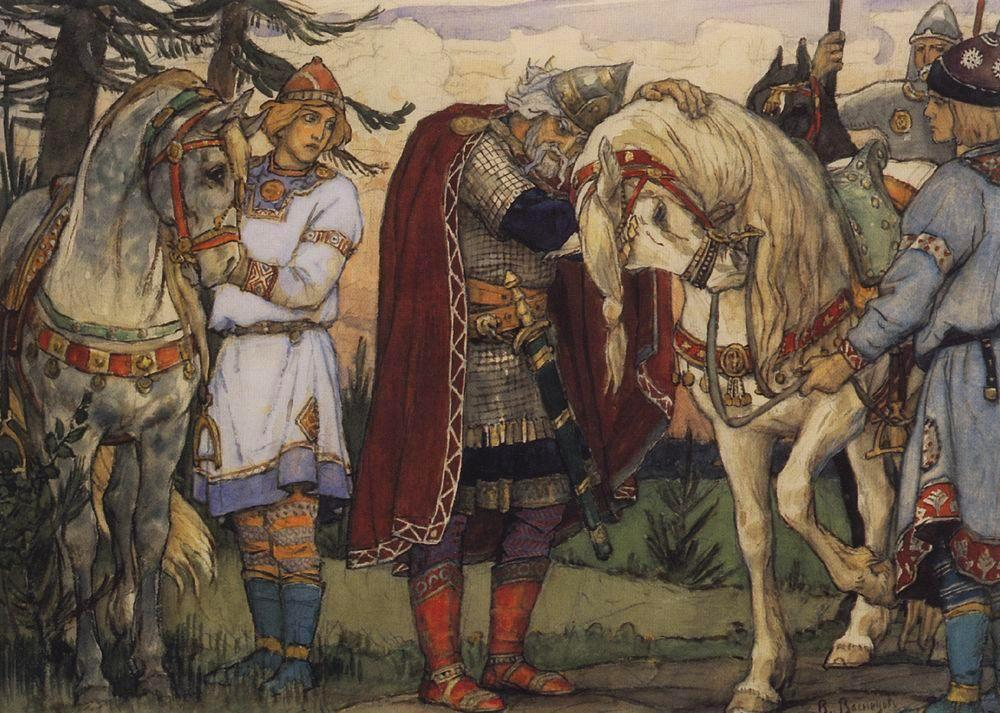
Oleg le Sage disant au revoir à son cheval (Viktor Vasnetsov, 1899)
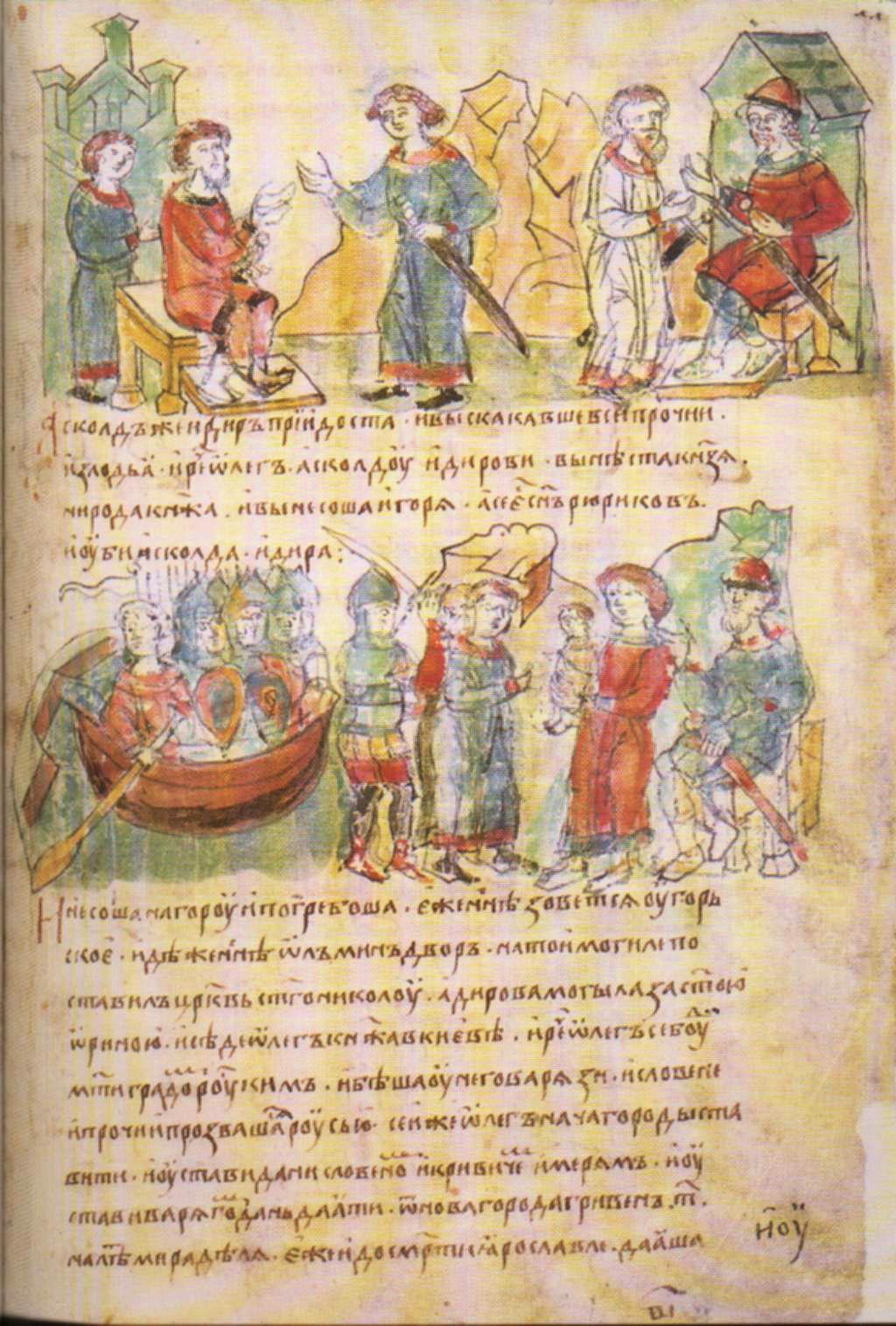
Oleg le Sage avec les frères Askold et Dir (Chronique des Radziwiłł)
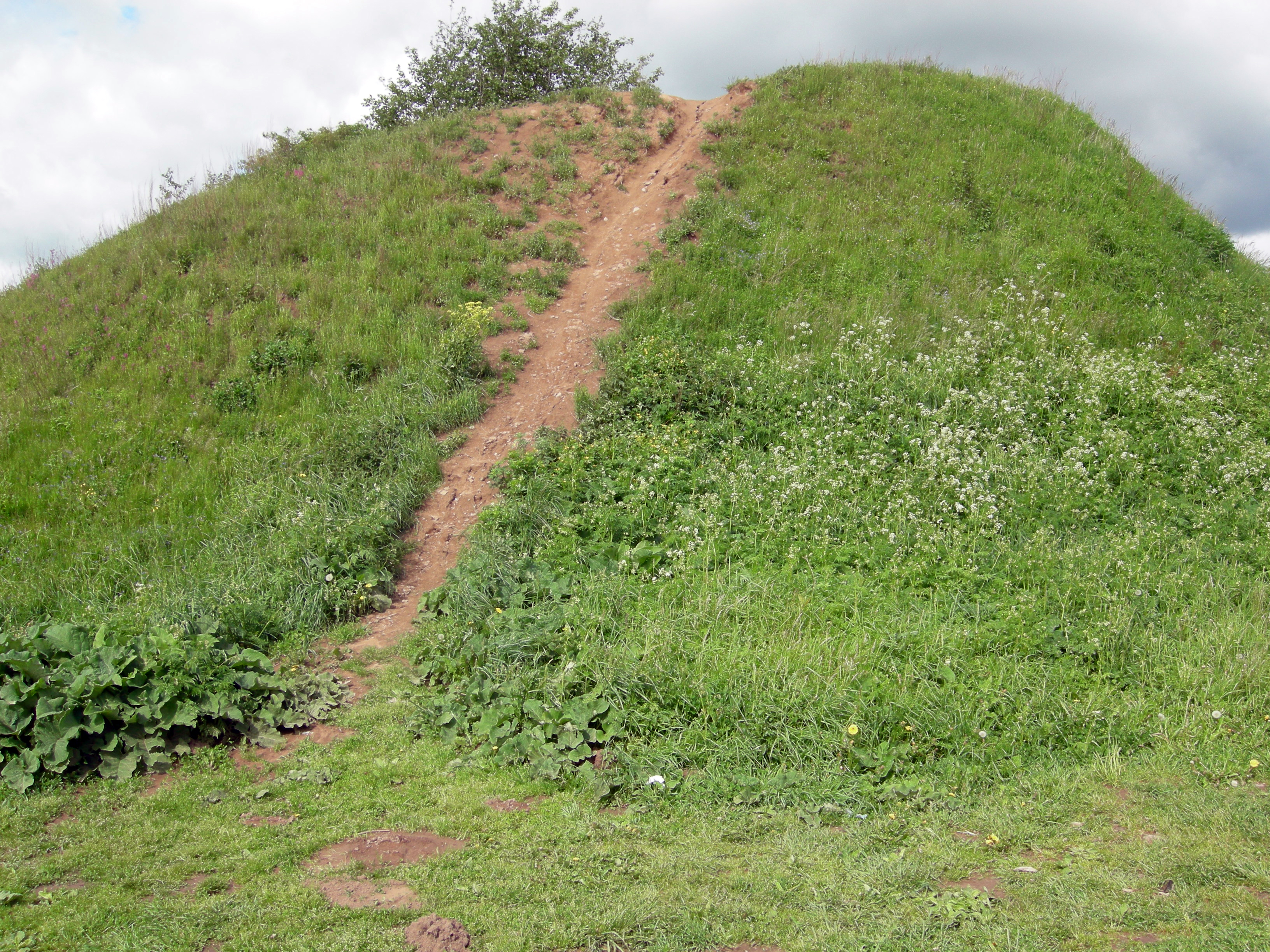
Tumulus supposé d'Oleg le Sage sur la Volkhov près de Staraïa Ladoga
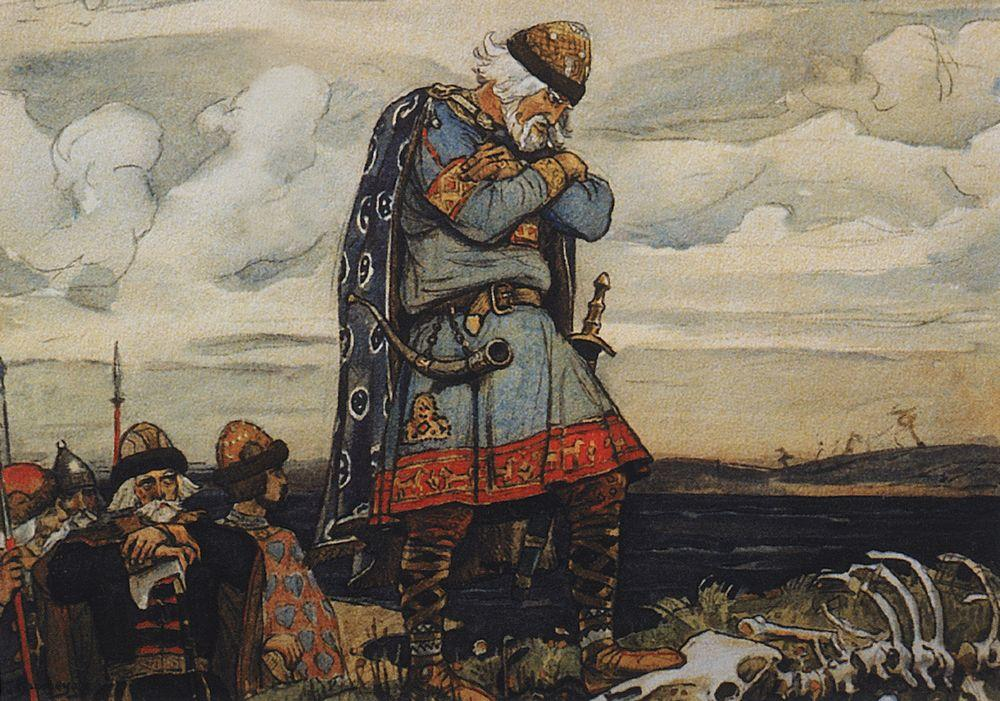
Le lai d'Oleg le Sage (Viktor Vasnetsov, 1899).